# Bredene
 (novembre 2016).
Si vous disposez d'ouvrages ou d'articles de référence ou si vous connaissez des sites web de qualité traitant du thème abordé ici, merci de compléter l'article en donnant les références utiles à sa vérifiabilité et en les liant à la section « Notes et références ».
Cet article possède un paronyme, voir Bray-Dunes.
Bredene (en flamand occidental : Brèninghe ou Brèinienge) est une commune néerlandophone de Belgique située en Région flamande dans la province de Flandre-Occidentale. C’est une station balnéaire d’environ 18 000 habitants sur la côte belge (mer du Nord).

## Géographie
Bredene ne compte qu’une seule section de commune. Le centre de la commune se trouve à environ deux kilomètres de la côte. Sur celle-ci se trouve un quartier touristique, Bredene-Duinen. Au sud de la commune, enclavé entre le bassin d'Ostende et le canal Bruges-Ostende, se trouve le troisième quartier, Sas-Slijkens. Ces trois quartiers sont des paroisses différentes, mais les constructions forment presque un continuum bâti qui jouxte le port et le Vuurtorenwijk d'Ostende. Le long de la côte, à l'est de la commune, le quartier de Vosseslag, du Coq, s'étend sur le territoire de Bredene.
| #   | Nom            |
| --- | -------------- |
| I   | Bredene-Dorp   |
| II  | Bredene-Duinen |
| III | Sas-Slijkens   |

La commune de Bredene jouxte les sections et communes suivantes :
- a. Klemskerke (et le hameau Vosseslag, commune du Coq)
- b. Oudenburg (ville d'Oudenburg)
- c. Zandvoorde (ville d'Ostende)
- d. Ostende (particulièrement Vuurtorenwijk)

Quartiers de Bredene et sections voisines. Les zones en jaune représentent les surfaces bâties.

## Héraldique
|  | La commune possède des armoiries qui lui ont été octroyées le 19 avril 1847 et à nouveau le 1er mars 1993. Elles montrent une croix, inspirées de la croix des Templiers, et deux canettes. Les canettes sont un meuble symbole des Vincx Ambacht, Vincx pouvant se traduire par canette. Le Vincx Ambacht était une partie du Franc de Bruges (Vrije van Brugge), un grand territoire entourant la ville de Bruges mais ne lui appartenant pas, d'où son nom. La région a été pendant une longue période du Moyen-Âge une possession des Chevaliers Templiers. Quelques municipalités dans l'ancien Vincx Ambacht employait des armoiries similaires qui ne se différenciaient que par le nombre de canettes. Ces différentes armoiries sont déjà mentionnées dans les plans du Franc-Bruges par Pourbus en 1562. Blasonnement : D'argent, à la croix de gueules, vidée et recerclée, accompagnée au premier d'une canette de gueules et au quatrième d'une canette de sable. Source du blasonnement : Heraldy of the World. |

## Démographie

### Évolution démographique
Graphe de l'évolution de la population de la commune.
- Source: DGS , de 1831 à 1981=recensements population; à partir de 1990 = nombre d'habitants chaque 1 janvier[4]

## Célébrités
- Brandon Mechele, footballeur.